# Khalid bin Mohsen Shaari
Khalid bin Mohsen Shaari (28 febbraio 1991) è un cittadino saudita.
Con i suoi 610 chili (raggiunti nel 2013) si trova al secondo posto nella lista delle 10 persone più pesanti della storia.

## Biografia
Nato nel 1991, fin da piccolo soffrì di obesità e il suo indice di massa corporea (211) è il più alto mai registrato. Raggiunti i 610 chili, il re Abdullah ordinò che l’uomo fosse trasferito dalla sua casa (che non era stato in grado di lasciare per oltre due anni) fino alla capitale del paese Riyadh per ricevere le cure necessarie.
Come risultato di questo trattamento, ha perso un totale di 320 kg (710 lb), più della metà del suo peso corporeo, in sei mesi. Nel 2016 Fox News ha riferito che stava camminando con l'assistenza di un deambulatore. Nel mese di novembre 2017, Al Arabiya ha riferito che aveva perso 542 kg (1,195 lb) e che ora pesa 68 kg (150 lb).